# Stephan-Andreas Kaulvers
Stephan-Andreas Kaulvers (* 15. Mai 1956 in Berlin) ist ein deutscher Bankmanager und war von 2006 bis 2016 vor der beginnenden Umstrukturierung durch die Nord LB Vorstandsvorsitzender der Bremer Landesbank.

## Privates
Stephan-Andreas Kaulvers wurde in Berlin geboren und kam Anfang der 1970er Jahre ins niedersächsische Oldenburg, wo er sein Abitur ablegte.
Er ist verheiratet und hat vier Kinder.

## Beruflicher Werdegang
Nach dem Abitur absolvierte er eine Ausbildung als Bankkaufmann bei der Oldenburgischen Landesbank AG (OLB). Anschließend studierte er von 1977 bis 1982 Wirtschaftswissenschaften an der Universität Münster. Ab 1983 war er als wissenschaftlicher Assistent am Lehrstuhl für Finanzwirtschaft und Bankbetriebslehre an der Universität Passau tätig, wo er 1991 mit einer Arbeit über Personal- und Strukturfragen im Bankbereich promovierte.
Danach kehrte er in den Norden zurück und arbeitete zunächst als Prokurist beim privaten Bankhaus W. Fortmann & Söhne in Oldenburg, einer Tochtergesellschaft der OLB. Von 1992 bis 1996 übernahm er die Leitung der Emder Bankfiliale der OLB. Von 1996 bis 1999 war Kaulvers als Projektleiter sowie als Leiter des Vertriebsmanagements Deutschland im Geschäftsbereich Firmen und Investitionen der damaligen Dresdner Bank AG tätig, bevor er wieder zur OLB wechselte. Er war dort zunächst stellvertretendes und dann ordentliches Vorstandsmitglied, sowie von Ende 2000 bis Anfang 2004 Sprecher des Vorstands der Oldenburgischen Landesbank. Anschließend wurde er in den Vorstand der Dresdner Bank berufen, wo er unter anderem für den Unternehmensbereich Personal Banking in Deutschland zuständig war.
Seit dem 1. April 2006 war Kaulvers Vorstandsvorsitzender der Bremer Landesbank Kreditanstalt Oldenburg – Girozentrale. Er löste Thomas Christian Buchbinder ab, gegen dessen Vertragsverlängerung sich der mit 92,5 % am Institut beteiligte Anteilseigner Norddeutsche Landesbank -Girozentrale- (Nord/LB) ausgesprochen hatte. Kaulvers war bei der Bremer Landesbank verantwortlich für die Bereiche Gesamtbanksteuerung, Personalmanagement, Kommunikation und Marketing, Revision sowie Stabsbereich Vorstand.
Seit 2004 saß er im Aufsichtsrat des fünftgrößten deutschen Energieversorgungsunternehmens EWE AG, am 29. Oktober 2012 wurde er zum Vorsitzenden dieses Gremiums gewählt. Dieses Amt und seine Mitgliedschaft hier hat er 2017 beendet.
Von 2012 bis 2018 war er Aufsichtsratsvorsitzender der Bremer Lagerhaus-Gesellschaft - Aktiengesellschaft von 1877. Sein dortiges Wirken wurde teilweise kritisch gesehen.

## Positionen und Zitate
Zur anhaltenden Diskussion um den Fortbestand sämtlicher vorhandenen Landesbanken in Deutschland äußerte Kaulvers sich unter anderem öffentlich im Oktober 2009 im Bremer Weser-Kurier (WK). Wie die Zeitung berichtete, fordert Kaulvers „eine stärkere Kooperation der sieben Landesbanken in Deutschland“ und lehnt „eine Reduzierung der Zahl der Landesbanken auf zwei bis drei Institute entschieden ab“. Gemäß einer auf dem WK-Bericht beruhenden Agenturmeldung der Nachrichtenagentur ddp bezeichnete er „sein Institut darüber hinaus als ‚gallisches Dorf‘ innerhalb der Bankenszene“:

„Wir machen kein Geschäft, das wir nicht inhaltlich und vom Risiko her vollständig verstehen.“
   Wer ihm deshalb vorwerfe, langweilige Geschäfte zu machen, dem sage er:
„Dafür verstehen wir sie. Und deshalb sind sie nachhaltig. Langweilige Geschäfte sind gute Geschäfte.“

Zur Entwicklung der Metropolregion Bremen/Oldenburg im Nordwesten erklärte Kaulvers als 2. Vorsitzender der Vereinigung Metropolregion Bremen-Oldenburg im Nordwesten e. V. auf einer Veranstaltung des Wirtschaftsrats Bremen im Jahr 2010, er zähle die Metropolregion Nordwest „zu den dynamischsten [Regionen] in Deutschland, wobei er die Wirtschaft als treibenden Faktor in diesem Prozess“ verstehe.

## Publikationen (Auswahl)
- Personalfreistellung durch Selbstbedienung zur Intensivierung des persönlichen Verkaufs in Banken. Chancen und Probleme bei verschiedenen Marktsegmenten und Organisationsformen. Lang, Frankfurt am Main 1992, ISBN 3-631-44791-4 (Europäische Hochschulschriften, Reihe 5, Volks- und Betriebswirtschaft, Bd. 1291; zugleich Dissertation, Universität Passau 1991).